# Thissío (métro d'Athènes)
Pour le quartier, voir Thissío.
Thissío (grec moderne : Θησείο) est une station de la ligne 1 (ligne verte) du métro d'Athènes située dans le quartier portant le même nom.

## La station

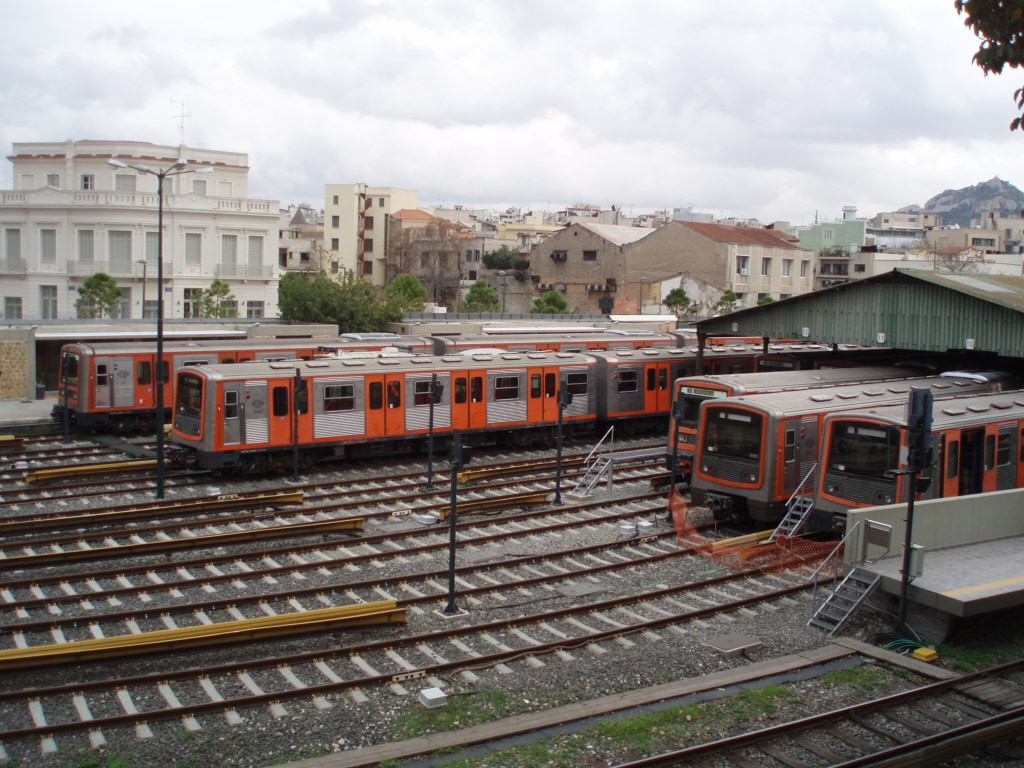
Le garage à côté de la station

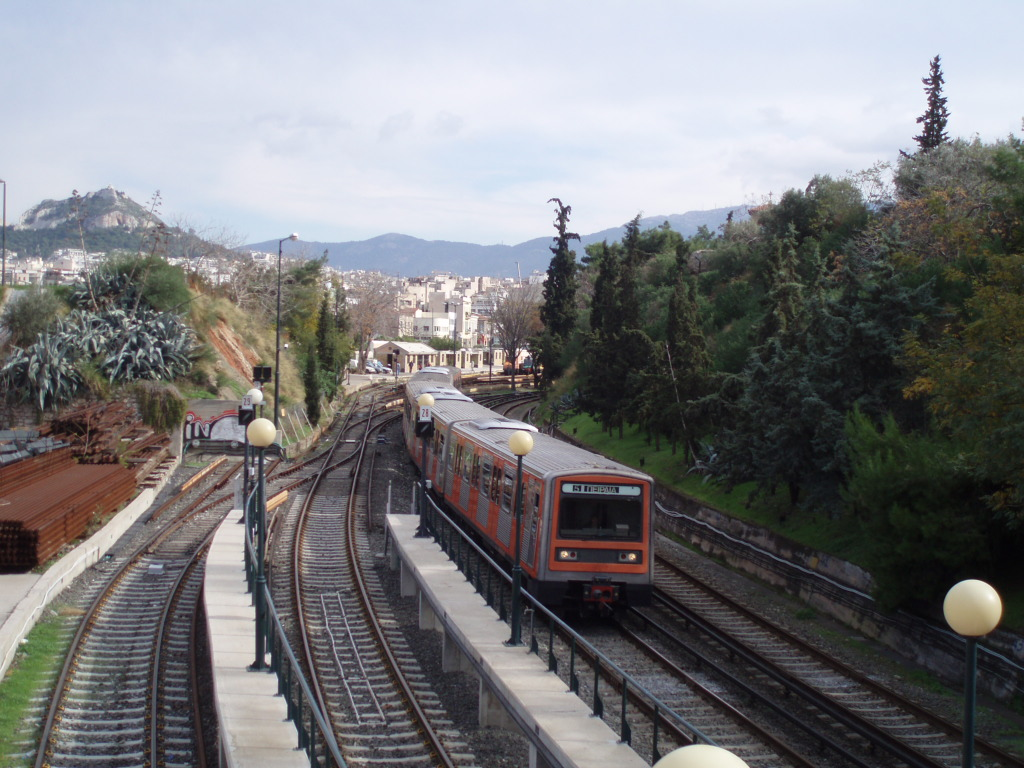
Voies de garage et de retournement et rame en direction du Pirée

Située en surface, au point kilométrique 8+603, la station a été inaugurée le 27 février 1869. Elle comporte 2 quais latéraux encadrant les deux voies de circulation.
La station doit son nom à son emplacement dans le quartier éponyme, en référence à l'Héphaïstéion à proximité duquel il se situe, un temple grec improprement appelé Théséion.

### Installations
La station comporte le second plus grand dépôt de la ligne avec plusieurs voies de garage pour le stationnement de trains.

## Accès
La station est accessible depuis les rues Eptachálkou et Ágios Asomáton. Une passerelle située au milieu des quais, équipée d'escaliers mécaniques, assure l'interconnexion entre les deux quais et le bâtiment de la station.

## Correspondances
| Bus         | 025 |  | 026 |  | 027 |  | 035 |  | 227 |  |
| Bus de nuit | 500 |  |     |  |     |  |     |  |     |  |

## Sites archéologiques
- L’acropole d'Athènes et l'agora se trouvent à la proximité de la station.
- Le temple d'Héphaïstos et Athéna Ergané.
- Le site archéologique du Céramique et son musée sont situés au nord-ouest de la station.